# Carex antoniensis
Carex antoniensis là một loài thực vật có hoa trong họ Cói. Loài này được A.Chev. mô tả khoa học đầu tiên năm 1935.